# 青骑士

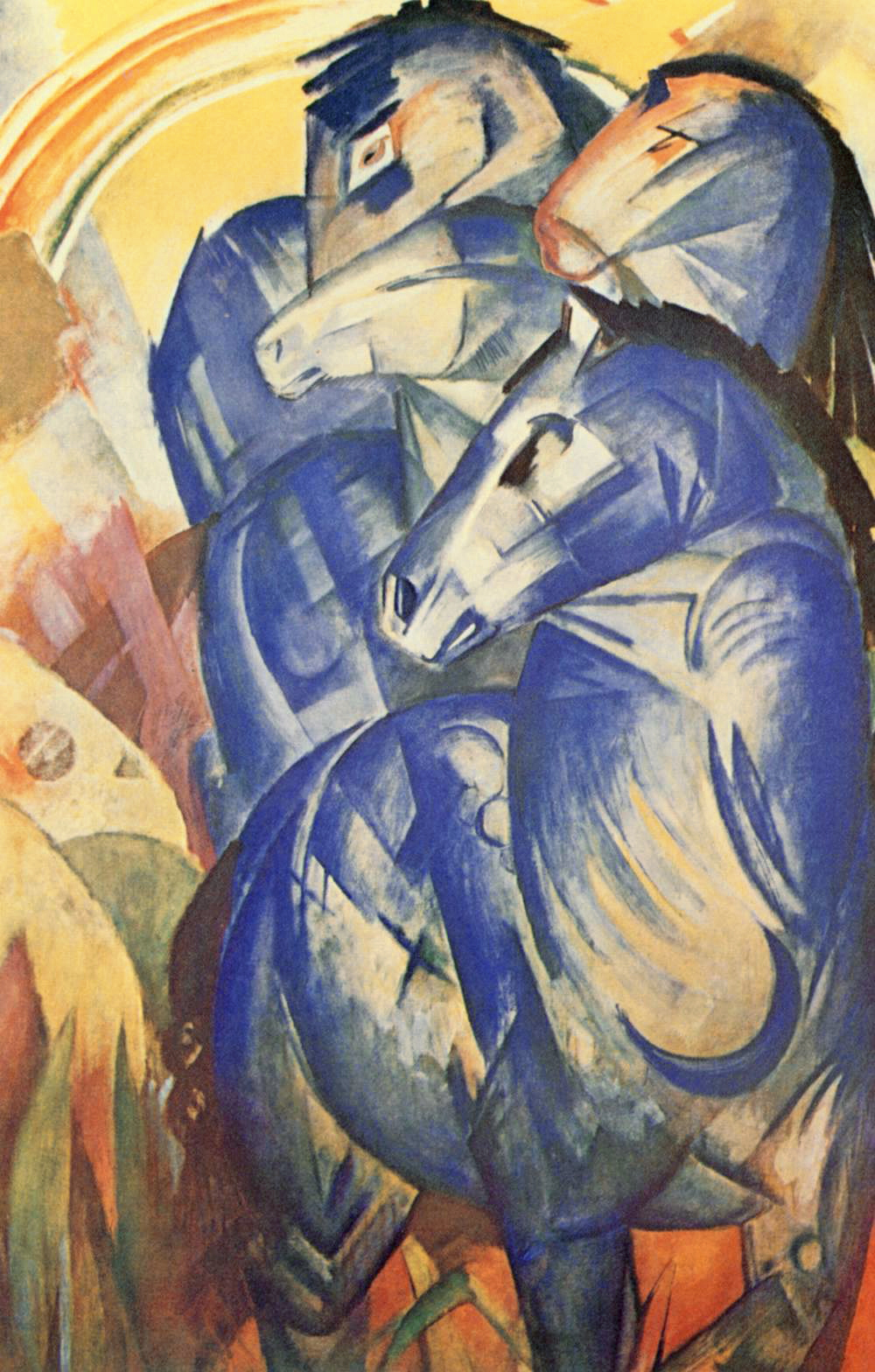
弗朗茨·馬克的《蓝马之塔》（Der Turm der blauen Pferde），1913年。此画于1945年失踪.

青骑士（德語：Der Blaue Reiter；又译作蓝骑士）是一个因受到慕尼黑新艺术家协会排斥而组成的艺术家团体，也是画家瓦西里·康定斯基和弗朗茨·马克对于他们的展览作品及公开活动的称呼。此名在1912年3月中旬出版的同名年鉴中作为两人唯一的共同出版者被使用。这个团体于1911年至1913年在慕尼黑组织举办了两次展览，以这些展出的作品来阐释他们的艺术理论上的理解。接着还在德国和其他欧洲城市做了巡回展览。享譽一時。青骑士在1914年第一次世界大战开始时解散。
活跃在青骑士创作氛围中的艺术家成为了20世纪现代艺术的重要开拓者。与德累斯顿的艺术家团体桥社那种紧密合作的关系不同，这些艺术家相互之间的联系较为松散和自由。这些艺术家的作品被归类为德国表现主义。

## 历史

### 从新艺术家协会到青骑士

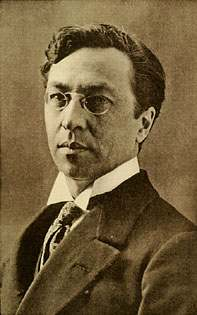
瓦西里·康定斯基

青骑士的前身是瓦西里·康丁斯基在1909年参与创立的慕尼黑新艺术家协会，并作为它的第一任主席在1909到1910年间负责组织了展览。早在第一次展览之前，康丁斯基在协会的会议上就因为所谓的“四平方米协定”与画家夏尔·约翰·帕尔米耶产生了意见上的分歧。这为后来他和弗朗茨·马克的离社和青骑士的第一次展览埋下了伏笔。因此某种意义上说青骑士是慕尼黑新艺术家协会的分裂衍生。
由于康丁斯基明显越来越抽象的画作，在协会的交流中常常发生争执，他在1911年1月10号辞去了主席的职位，但还是作为普通成员留在协会中。他的主席后继者为阿道夫·埃尔布斯勒。6月，康丁斯基筹划了独立于协会之外的个人项目。他计划出版一本艺术年鉴，名字也许是“链”（Die Kette）。6月19号，他向马克讲解了他的想法，马克表示支持参与，并像他提供了合作的编辑部。

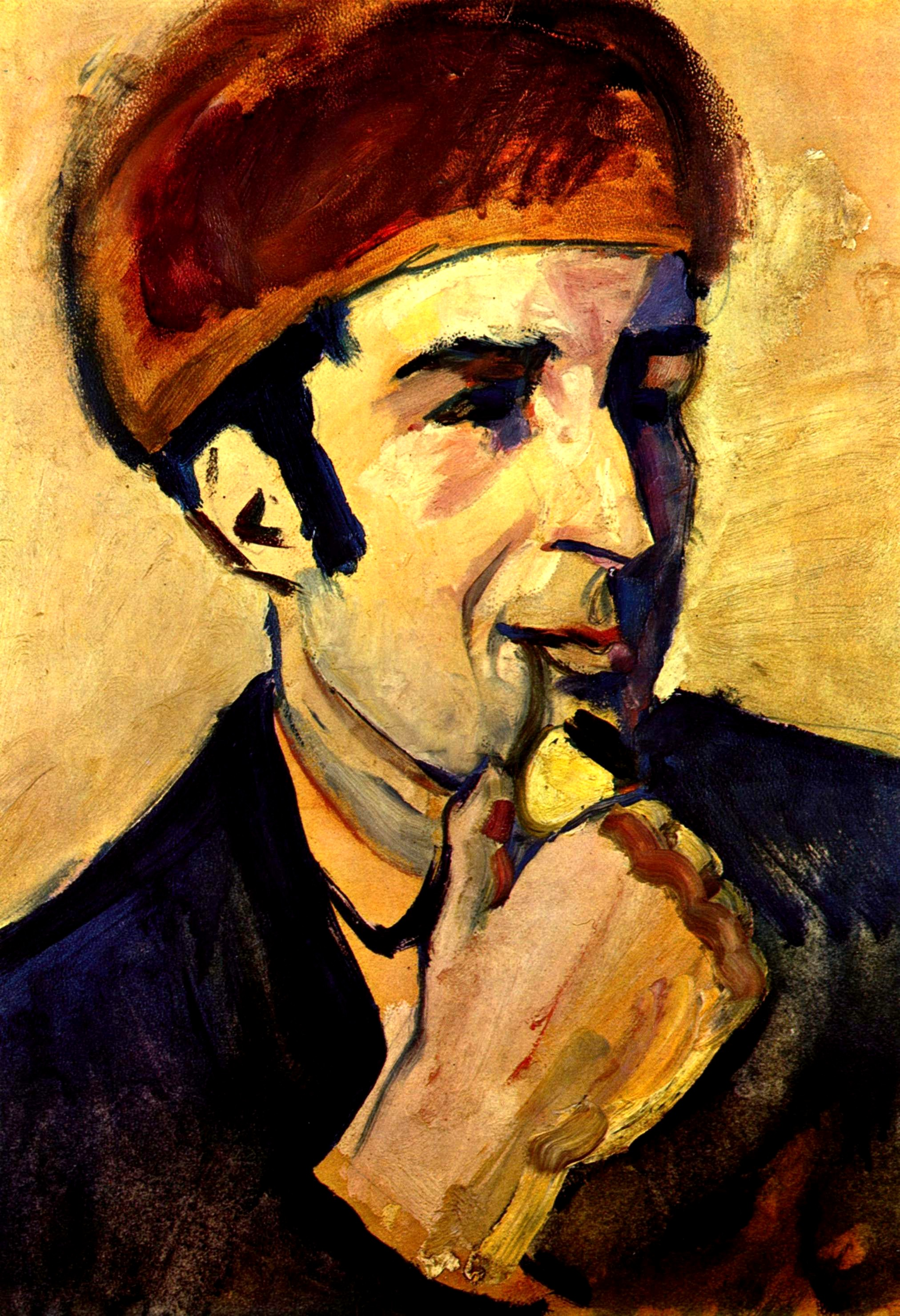
奥古斯特·马克画：弗朗茨·马克

由马克在9月10号写给赖因哈德·皮珀的的信件得知，从这时起这个项目的名字改为了青骑士。康丁斯基在1930年回顾了当时命名的场景：“青骑士这个名字是我们当时在辛德尔斯多尔夫的花园凉亭中的一张咖啡卓上决定的。我们俩都喜欢蓝色，马克喜欢马，我喜欢骑士。这名字就自然而然的出现了。”（按德文应直译为“蓝骑士”，但由于中文传统中没有“蓝马”意象，而有“青马”，故译作“青骑士”。）
马克在8月10号给奥古斯特·马克写信，抱怨了新艺术家协会中卡诺尔德和阿道夫·埃尔布斯勒艺术上的相左的理念，并尝试鼓动马克参与进来。他预见到了一种“一个或多个团体的分裂，解散”。 9月8日新艺术家协会的解体已成定局。马克称其为“一个联盟的快速葬礼”。马克是这事的知情者。加布丽埃勒·明特尔则是在一开始就已经被青骑士接纳，8月6号康定斯基就给他写过信：我一直在画。一些关于最后的审判的草稿。但都不满意。我必须找到如何着手的方法。这只有靠耐心了。
10月康定斯基开始秘密创作那幅具有颠覆意义的4平米抽象画，他在1911年11月17日将这幅画公开。康定斯基命名它为“作品5”（Komposition V）并起了一个具有高度象征意义的副标题“最后的审判”（Das Jünste Gericht）。根据新艺术家协会的惯例他在1911年12月2号为即将来临得冬季展览向帕尔米耶上交了样品。意料之中的是，协会中大部分人都根据协会章程拒绝了他。于是康定斯基同明特尔、马克、库宾一起离开了协会。

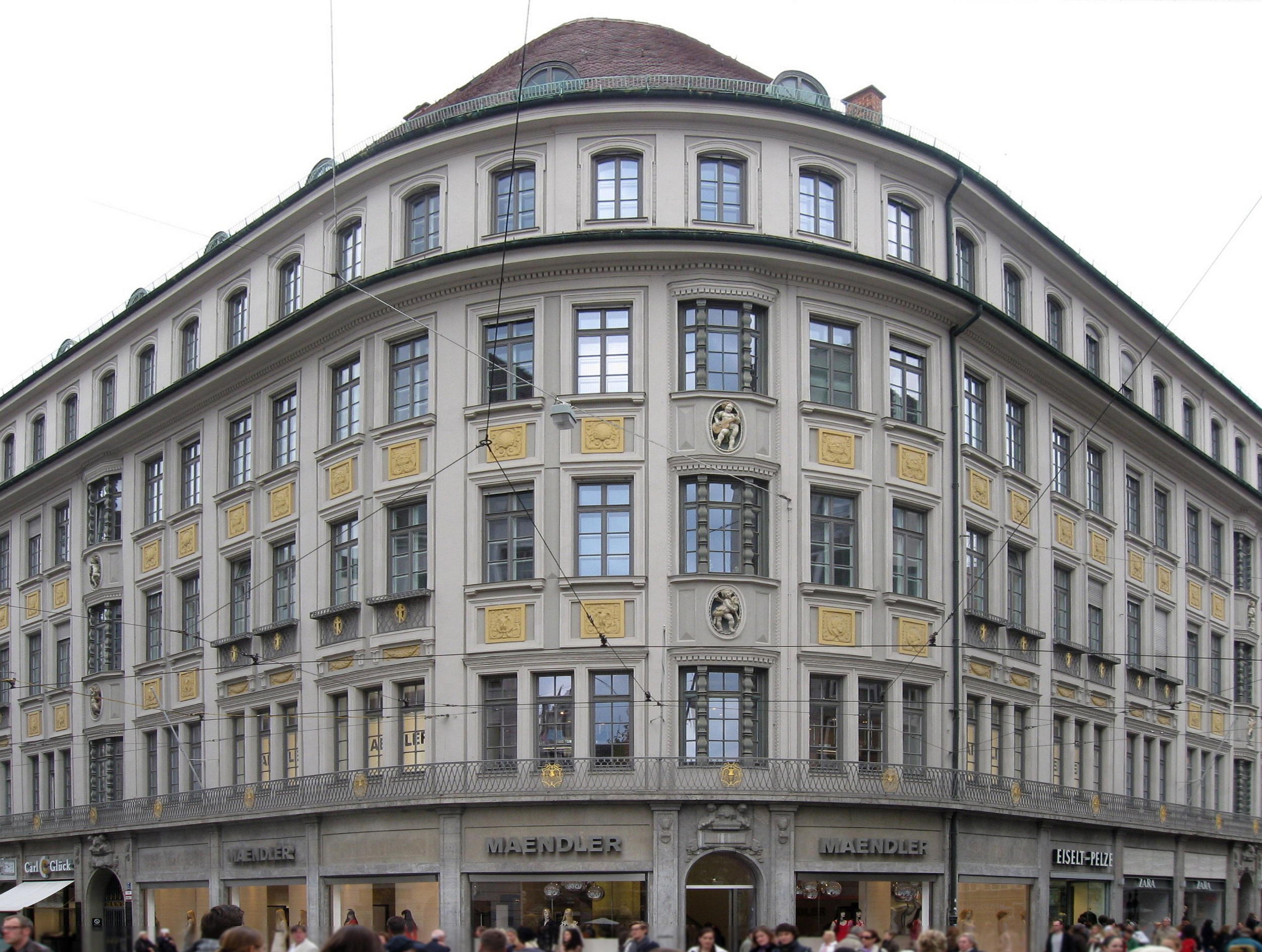
Theatinerstr. 7 Muenchen-1

直到20多年以后康定斯基第一次提及了当时和马克的计划：“因为我们当时早已经察觉到了和协会的这种裂痕，所以准备了另一个展览。”在1938年11月22号由康定斯基写给Galka Scheyer的一封信中更加明确的提到了这一点。Galka Scheyer是包括他在内的艺术团体“蓝色四人组”在美国的经纪人。他在信中写了下面这段对撰写艺术史富有启发意义的话，解释了青骑士第一次展览的成行：
“我和新艺术家协会的关系结束于一个美妙的裂痕，也因此产生成立了青骑士。新艺术家协会在1908年成立。1911年末我离开了。紧接着我在弗朗茨·马克的帮助下于Thannhauser举办了青骑士展览。我们的展厅就紧挨着新艺术家协会的展厅。当时我们的展览是一场轰动。我很早预见了这种“裂痕”，所以为青骑士准备了非常丰富的展览素材。结果两个展览同时举行。在Thannhauser画廊的桌子上放着”艺术之魂“（Geistigen in der Kunst）的样品。这样的复仇真美。”

## 参与青骑士的艺术家
- 瓦西里·康丁斯基
- 皮特·蒙德里安
- 弗朗茨·马克
- 玛丽安娜·冯·韦雷夫金（英语：Marianne von Werefkin）
- 加布丽埃勒·明特尔（英语：Gabriele Münter）
- 奧古斯特·馬克
- 纳塔利娅·贡恰罗娃
- 伊丽莎白·爱泼斯坦（英语：Elisabeth Epstein）
- 海因里希·坎彭东克（英语：Heinrich Campendonk）
- 阿尔弗雷德·库宾
- 阿列克谢·冯·亚夫连斯基
- 阿诺德·勋伯格
- 保羅·克利，認為自己與青骑士聯繫非常的緊密，但是在團體中並沒有扮演重要的角色，因為他當時還沒有找到藝術上的創作重心。但是他積極參與了當時的展覽並從中汲取了對未來作品的重要的靈感。
- 罗伯特·德劳内，與團體有聯繫，是藍騎士第一次展覽中最成功的藝術家。
- 汉斯·博尔茨（德语：Hanns Bolz），在慕尼黑的期間與青骑士朋友圈有緊密的聯繫，他當時是諷刺報刊“彗星”（KOMET）主要插畫家。